# Timothy Masiu
Timothy Masiu, né vers 1964, est un journaliste puis homme politique papou-néo-guinéen.

## Biographie
Employé par Radio Bougainville à partir de 1981 à l'issue de sa scolarité, il suit ensuite une formation de deux ans auprès de la National Broadcasting Corporation (compagnie nationale de télédiffusion de Papouasie-Nouvelle-Guinée) et y travaille comme animateur de radio. Il se trouve à Port Moresby au début de la guerre civile de Bougainville sur son île d'origine, et est recruté par le journal The National pour être correspondant à Bougainville.
De 2000 à 2012 il travaille dans l'équipe de Leo Dion (en), le gouverneur de la province de Nouvelle-Bretagne orientale. Il se présente sans succès aux élections législatives papou-néo-guinéennes de 2012 dans la circonscription de Bougainville-sud, puis est employé comme agent de liaison avec le gouvernement par une entreprise de traitement d'huile de palme de la province. Il quitte cet emploi fin 2014 pour travailler à nouveau après de Leo Dion, désormais vice-Premier ministre dans le gouvernement national de Peter O'Neill,.
Il entre finalement au Parlement national à l'occasion d'une élection partielle en juillet 2016 due à la mort du député de Bougainville-sud, Steven Kamma. Il y siège avec l'étiquette du Parti du progrès populaire. Réélu aux élections de 2017, cette fois comme membre du Parti de l'alliance nationale, il est vice-chef de l'opposition parlementaire auprès de Patrick Pruaitch d'août 2017 à septembre 2019, et dans le même temps chargé des affaires de Bougainville dans le cabinet fantôme. En novembre 2019 il est nommé ministre des Communications et des Technologies de l'Information dans le gouvernement du Premier ministre James Marape. En août 2021, il change une nouvelle fois de parti politique et devient membre du Pangu Pati, le parti du Premier ministre. Il conserve son ministère après les élections de 2022, remportées par James Marape et ses alliés.